# Einar Olsson
Ejnar "Hund-Eje" Olsson (9. červenec 1896, Ärla – 24. ledna 1925, Bollnäs) byl švédský reprezentační hokejový brankář.
V roce 1924 byl členem Švédské hokejové týmu, který skončil čtvrtý na zimních olympijských hrách. Odehrál čtyři zápasy jako brankář.